# Ricardo Gomes
Ricardo Raymundo Gomes, meglio noto solo come Ricardo Gomes (Rio de Janeiro, 13 dicembre 1964), è un allenatore di calcio ed ex calciatore brasiliano, di ruolo difensore.

## Carriera

### Calciatore

#### Club
Da giocatore comincia la carriera nel Fluminense, prima di sbarcare in Europa, al Benfica. Rimarrà in Europa 8 anni, fino alla fine della carriera. In questo periodo veste, in due differenti periodi alternati, le maglie del Benfica e del PSG.

Ricardo Gomes (in piedi, secondo da sinistra) al PSG nel 1995

Dopo il ritiro viene promosso direttamente allenatore dei francesi, dopo cui allenerà diversi club brasiliani e la Nazionale olimpica.
Nel 2005 torna in Francia e dopo aver allenato per due stagioni il Bordeaux, diviene l'allenatore del Monaco: l'esperienza alla guida della squadra del Principato si concluderà nel 2009, quando al suo posto viene scelto Guy Lacombe.
Dal 20 giugno 2009 abbandona la panchina del Monaco per sedere su quella della squadra brasiliana del San Paolo. il 2 febbraio 2011 viene ingaggiato dal Club de Regatas Vasco da Gama.

#### Nazionale
Da giocatore disputa il campionato del mondo 1990, dove indossa la fascia di capitano. Doveva partecipare anche al campionato del mondo 1994, sempre da capitano, ma un infortunio prima della rassegna mondiale gli impedì di partecipare e di laurearsi campione del mondo.

### Allenatore
Conclusa la carriera agonistica, nel 1996 è nominato allenatore del Paris Saint-Germain, che lascia dopo due anni, terminati con il secondo posto nella Ligue 1 e la vittoria della Coppa di Francia l'anno successivo. Nello spazio di soli tre anni allena poi ben sette squadre brasiliane: Vitória, Sport Recife, Guarani, Coritiba e Juventude, Fluminense e Flamengo, oltre alla nazionale Under-23 brasiliana, che disputa le Olimpiadi e la Gold Cup. Tornato in Francia, allena il Bordeaux dal 2005 al 2007, poi per due anni il Monaco. Fa dunque ritorno in Brasile, al San Paolo, dove si insedia al posto di Muricy Ramalho. Nel febbraio 2011 è al Vasco da Gama, squadra della sua città, Rio de Janeiro, che porta alla vittoria della Coppa del Brasile per la prima volta nella sua storia.
Il 28 agosto 2011 è colpito da infarto mentre è in panchina nella partita Flamengo-Vasco da Gama. Condotto in ospedale in ambulanza, gli viene diagnosticata un'emorragia cerebrale che richiede un'operazione d'urgenza alla testa.
Il 14 novembre 2012, dopo un'assenza di un anno, rientra nel mondo del calcio nelle vesti di direttore tecnico del Vasco. Il 22 luglio 2015 è alla guida del Botafogo, in Série B. Nell'agosto 2016 è nominato allenatore del San Paolo, ma il 23 novembre è esonerato a causa dei pessimi risultati, con la squadra un solo punto sopra la zona retrocessione.
Il 5 settembre 2018, dopo due mesi come direttore sportivo del Santos, assume la guida tecnica del Bordeaux, tornando sulla panchina dei girondini undici anni dopo. È esonerato già nel febbraio 2019 dopo un mese senza vittorie, con il Bordeaux tredicesimo in classifica in campionato.

## Statistiche

### Statistiche da allenatore

#### Club
Statistiche aggiornate al 3 ottobre 2024; in grassetto le competizioni vinte.
| Stagione                   | Squadra                    | Campionato                 | Campionato | Campionato | Campionato | Campionato | Coppe nazionali | Coppe nazionali | Coppe nazionali | Coppe nazionali | Coppe nazionali | Coppe continentali | Coppe continentali | Coppe continentali | Coppe continentali | Coppe continentali | Altre coppe | Altre coppe | Altre coppe | Altre coppe | Altre coppe | Totale | Totale | Totale | Totale | % Vittorie | Piazzamento     |
| Stagione                   | Squadra                    | Comp                       | G          | V          | N          | P          | Comp            | G               | V               | N               | P               | Comp               | G                  | V                  | N                  | P                  | Comp        | G           | V           | N           | P           | G      | V      | N      | P      | %          | Piazzamento     |
| -------------------------- | -------------------------- | -------------------------- | ---------- | ---------- | ---------- | ---------- | --------------- | --------------- | --------------- | --------------- | --------------- | ------------------ | ------------------ | ------------------ | ------------------ | ------------------ | ----------- | ----------- | ----------- | ----------- | ----------- | ------ | ------ | ------ | ------ | ---------- | --------------- |
| 1996-1997                  | Paris Saint-Germain        | D1                         | 38         | 18         | 13         | 7          | CF+CdL          | 3+1             | 2+0             | 1+0             | 0+1             | CdC                | 9                  | 5                  | 1                  | 3                  | SU          | 2           | 0           | 0           | 2           | 53     | 25     | 15     | 13     | 47,17      | 2°              |
| 1997-1998                  | Paris Saint-Germain        | D1                         | 34         | 14         | 8          | 12         | CF+CdL          | 6+5             | 6+4             | 0+1             | 0+0             | UCL                | 8                  | 5                  | 0                  | 3                  | -           | -           | -           | -           | -           | 53     | 29     | 9      | 13     | 54,72      | 8°              |
| Totale Paris Saint-Germain | Totale Paris Saint-Germain | Totale Paris Saint-Germain | 72         | 32         | 21         | 19         |                 | 15              | 12              | 2               | 1               |                    | 17                 | 10                 | 1                  | 6                  |             | 2           | 0           | 0           | 2           | 106    | 54     | 24     | 28     | 50,94      |                 |
| 1999                       | Sport Recife               | Per                        | 29         | 19         | 8          | 2          | CN+CB           | 10+3            | 6+1             | 3+2             | 1+0             | -                  | -                  | -                  | -                  | -                  | -           | -           | -           | -           | -           | 42     | 26     | 13     | 3      | 61,90      | Dimis.          |
| 1999                       | Vitória                    | A                          | 27         | 12         | 6          | 9          | CN              | 2               | 1               | 0               | 1               | -                  | -                  | -                  | -                  | -                  | SL          | 2           | 0           | 0           | 2           | 31     | 13     | 6      | 12     | 41,94      | Sub. 3°         |
| 2000                       | Vitória                    | Bai                        | 24         | 15         | 4          | 5          | CN+CB           | 12+3            | 5+1             | 5+0             | 2+2             | -                  | -                  | -                  | -                  | -                  | CC          | 2           | 0           | 2           | 0           | 41     | 21     | 11     | 9      | 51,22      | 1°              |
| Totale Vitoria             | Totale Vitoria             | Totale Vitoria             | 51         | 27         | 10         | 14         |                 | 17              | 7               | 5               | 5               |                    | -                  | -                  | -                  | -                  |             | 4           | 0           | 2           | 2           | 72     | 54     | 24     | 28     | 75,00      |                 |
| 2000                       | Guarani                    | CJH                        | 24         | 9          | 8          | 7          | -               | -               | -               | -               | -               | -                  | -                  | -                  | -                  | -                  | -           | -           | -           | -           | -           | 24     | 9      | 8      | 7      | 37,50      | 13°             |
| 2001                       | Guarani                    | A1/SP+A                    | 15+3       | 4+0        | 4+1        | 7+2        | CB              | 3               | 2               | 0               | 1               | -                  | -                  | -                  | -                  | -                  | -           | -           | -           | -           | -           | 21     | 6      | 5      | 10     | 28,57      | Eson.           |
| Totale Guarani             | Totale Guarani             | Totale Guarani             | 42         | 13         | 13         | 16         |                 | 3               | 2               | 0               | 1               |                    | -                  | -                  | -                  | -                  |             | -           | -           | -           | -           | 45     | 15     | 13     | 17     | 33,33      |                 |
| 2001                       | Coritiba                   | A                          | 10         | 2          | 1          | 7          | -               | -               | -               | -               | -               | -                  | -                  | -                  | -                  | -                  | -           | -           | -           | -           | -           | 10     | 2      | 1      | 7      | 20,00      | Sub. Eson.      |
| 2002                       | Juventude                  | A                          | 27         | 12         | 8          | 7          | -               | -               | -               | -               | -               | -                  | -                  | -                  | -                  | -                  | -           | -           | -           | -           | -           | 27     | 12     | 8      | 7      | 44,44      | 6°              |
| 2004                       | Fluminense                 | RJ+A                       | 6+26       | 3+8        | 1+8        | 2+10       | CB              | 4               | 1               | 2               | 1               | -                  | -                  | -                  | -                  | -                  | -           | -           | -           | -           | -           | 36     | 12     | 11     | 13     | 33,33      | Sub. Eson.      |
| 2004                       | Flamengo                   | A                          | 13         | 4          | 4          | 5          | -               | -               | -               | -               | -               | CS                 | 2                  | 0                  | 2                  | 0                  | -           | -           | -           | -           | -           | 15     | 4      | 6      | 5      | 26,67      | Sub. Eson.      |
| 2005-2006                  | Bordeaux                   | L1                         | 38         | 18         | 15         | 5          | CF+CdL          | 3+3             | 2+2             | 0+0             | 1+1             | -                  | -                  | -                  | -                  | -                  | -           | -           | -           | -           | -           | 44     | 22     | 15     | 7      | 50,00      | 2°              |
| 2006-2007                  | Bordeaux                   | L1                         | 38         | 16         | 9          | 13         | CF+CdL          | 3+4             | 1+4             | 2+0             | 0+0             | UCL+CU             | 6+2                | 2+0                | 1+1                | 3+1                | -           | -           | -           | -           | -           | 53     | 23     | 13     | 17     | 43,40      | 6°              |
| 2007-2008                  | Monaco                     | L1                         | 38         | 13         | 8          | 17         | CF+CdL          | 2+2             | 1+1             | 0+0             | 1+1             | -                  | -                  | -                  | -                  | -                  | -           | -           | -           | -           | -           | 42     | 15     | 8      | 19     | 35,71      | 12°             |
| 2008-2009                  | Monaco                     | L1                         | 38         | 11         | 12         | 15         | CF+CdL          | 4+1             | 3+0             | 0+0             | 1+1             | -                  | -                  | -                  | -                  | -                  | -           | -           | -           | -           | -           | 43     | 14     | 12     | 17     | 32,56      | 11°             |
| Totale Monaco              | Totale Monaco              | Totale Monaco              | 76         | 24         | 20         | 32         |                 | 9               | 5               | 0               | 4               |                    | -                  | -                  | -                  | -                  |             | -           | -           | -           | -           | 85     | 29     | 20     | 36     | 34,12      |                 |
| 2009                       | San Paolo                  | A                          | 32         | 17         | 7          | 8          | -               | -               | -               | -               | -               | -                  | -                  | -                  | -                  | -                  | -           | -           | -           | -           | -           | 32     | 17     | 7      | 8      | 53,13      | Sub. 3°         |
| 2010                       | San Paolo                  | A1/SP+A                    | 21+12      | 11+4       | 3+3        | 7+5        | -               | -               | -               | -               | -               | CL                 | 12                 | 7                  | 3                  | 2                  | -           | -           | -           | -           | -           | 45     | 22     | 9      | 14     | 48,89      | Fine contratto. |
| 2011                       | Vasco da Gama              | RJ+A                       | 13+19      | 8+10       | 4+5        | 1+4        | CB              | 11              | 5               | 5               | 1               | CS                 | 2                  | 1                  | 0                  | 1                  | -           | -           | -           | -           | -           | 45     | 24     | 14     | 7      | 53,33      | Dimis.          |
| 2015                       | Botafogo                   | B                          | 23         | 13         | 4          | 6          | -               | -               | -               | -               | -               | -                  | -                  | -                  | -                  | -                  | -           | -           | -           | -           | -           | 23     | 13     | 4      | 6      | 56,52      | Sub. 1° (prom.) |
| 2016                       | Botafogo                   | RJ+A                       | 18+18      | 12+5       | 4+5        | 2+8        | CB              | 6               | 4               | 2               | 0               | -                  | -                  | -                  | -                  | -                  | -           | -           | -           | -           | -           | 42     | 21     | 11     | 10     | 50,00      | Risoluz.        |
| Totale Botafogo            | Totale Botafogo            | Totale Botafogo            | 59         | 30         | 13         | 16         |                 | 6               | 4               | 2               | 0               |                    | -                  | -                  | -                  | -                  |             | -           | -           | -           | -           | 65     | 34     | 15     | 16     | 52,31      |                 |
| 2016                       | San Paolo                  | A                          | 16         | 5          | 5          | 6          | CB              | 2               | 1               | 0               | 1               | -                  | -                  | -                  | -                  | -                  | -           | -           | -           | -           | -           | 18     | 6      | 5      | 7      | 33,33      | Sub. Eson.      |
| Totale San Paolo           | Totale San Paolo           | Totale San Paolo           | 81         | 37         | 18         | 26         |                 | 2               | 1               | 0               | 1               |                    | 12                 | 7                  | 3                  | 2                  |             | -           | -           | -           | -           | 95     | 45     | 21     | 29     | 47,37      |                 |
| 2017                       | Al-Nassr                   | SPL                        | 5          | 2          | 3          | 0          | -               | -               | -               | -               | -               | -                  | -                  | -                  | -                  | -                  | -           | -           | -           | -           | -           | 5      | 2      | 3      | 0      | 40,00      | Dimis.          |
| 2018-feb.2019              | Bordeaux                   | L1                         | 22         | 7          | 8          | 7          | CF+CdL          | 1+3             | 0+2             | 0+0             | 1+1             | UEL                | 6                  | 2                  | 1                  | 3                  | -           | -           | -           | -           | -           | 32     | 11     | 9      | 12     | 34,38      | Sub. Eson.      |
| Totale Bordeaux            | Totale Bordeaux            | Totale Bordeaux            | 98         | 41         | 32         | 25         |                 | 17              | 11              | 2               | 4               |                    | 14                 | 4                  | 3                  | 7                  |             | -           | -           | -           | -           | 129    | 56     | 37     | 36     | 43,41      |                 |
| Totale carriera            | Totale carriera            | Totale carriera            | 627        | 272        | 169        | 186        |                 | 97              | 55              | 23              | 19              |                    | 47                 | 22                 | 9                  | 16                 |             | 6           | 0           | 2           | 4           | 777    | 349    | 203    | 225    | 44,92      |                 |

## Palmarès

### Giocatore

#### Competizioni statali
- Campionato Carioca: 3

Fluminense: 1983, 1984, 1985
- Taça Guanabara: 2

Fluminense: 1983, 1985

#### Competizioni nazionali
- Campionato brasiliano: 1

Fluminense: 1984
- Campionato portoghese: 2

Benfica: 1988-1989, 1990-1991
- Supercoppa di Portogallo: 1

Benfica: 1989
- Coppa di Francia: 2

Paris Saint-Germain: 1992-1993, 1994-1995
- Campionato francese: 1

Paris Saint-Germain: 1993-1994

### Nazionale
- Giochi panamericani: 1

Indianapolis 1987
- Coppa America: 1

Brasile 1989

### Allenatore

#### Competizioni statali
- Campionato del Nordest: 1

Vitória: 1999

#### Competizioni nazionali
- Coppa di Lega francese: 2

Paris Saint-Germain: 1997-1998
Bordeaux: 2006-2007
- Coppa di Francia: 1

Paris Saint-Germain: 1997-1998
- Coppa del Brasile: 1

Vasco da Gama: 2011
- Campeonato Brasileiro Série B: 1

Botafogo: 2015